# Новонікольське (Єльниківський район)
Новоні́кольське (рос. Новоникольское, ерз. Новоникольское) — село у складі Єльниківського району Мордовії, Росія. Адміністративний центр Новонікольського сільського поселення.
Населення — 163 особи (2010; 287 у 2002).
Національний склад (станом на 2002 рік):
- росіяни — 99 %